# ماريا تونكوفيتش
ماريا تونكوفيتش مواليد 23 نوفمبر 1959 في رييكا، جمهورية يوغوسلافيا الاشتراكية الاتحادية، هي لاعبة كرة سلة صربية سابقة. مثلت منتخب بلادها. شاركت في دورة الألعاب الأولمبية الصيفية سنة 1980. لعبت مع نادي فوجدوفاك لكرة السلة للسيدات.

## الميداليات
| الميدالية | المسابقة                       |
| --------- | ------------------------------ |
| برونزية   | الألعاب الأولمبية الصيفية 1980 |

## روابط خارجية
- ماريا تونكوفيتش على موقع الاتحاد الدولي لكرة السلة (الإنجليزية)
- ماريا تونكوفيتش على موقع بروبوليرز (الإنجليزية)
- ماريا تونكوفيتش على موقع سبورتس رفرنس (الإنجليزية)
- ماريا تونكوفيتش على موقع اللجنة الأولمبية الدولية (الإنجليزية)
- ماريا تونكوفيتش على موقع أوليمبيديا (الإنجليزية)